# Chủ nghĩa lý lịch ở Việt Nam
Chủ nghĩa lý lịch ở Việt Nam là hệ thống các chủ trương, lý luận, biện pháp nhằm thực hiện niềm tin là mọi việc đang, sẽ diễn ra đều bắt nguồn từ những việc đã có sẵn và mong muốn kế thừa công lao, thành quả của thế hệ đi trước của giai tầng thống trị hoặc ngăn cấm cơ hội sống còn, phát triển của thế hệ hiện tại của giai tầng bị trị hoặc giai tầng thống trị cũ, bằng cách phân biệt đối xử giữa các cá nhân.

## Tổng quan

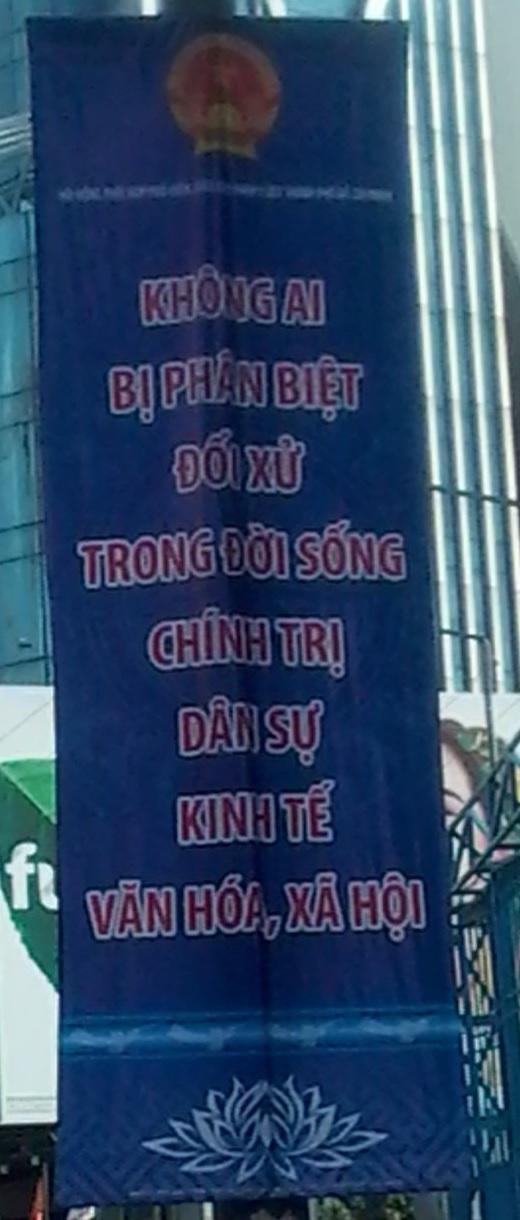
Biểu ngữ tuyên truyền nhân quyền tại Việt Nam có nội dung "Không ai bị phân biệt đối xử trong đời sống chính trị, dân sự, kinh tế, văn hóa, xã hội"

Bằng chứng cụ thể, lý luận, và biện pháp của chủ nghĩa lý lịch ở Việt Nam là tờ khai lý lịch có bắt buộc ghi nguồn gốc xuất thân gia đình trong những đơn từ xin phép gia nhập đoàn thể, dự thi, xin việc làm... Chủ nghĩa lý lịch cũng là cơ sở để dựa vào đó mà giảm nhẹ tội cho một cá nhân phạm tội .
Theo lời ông Võ Văn Kiệt thì Hồ Chí Minh đã nói: "Chính phủ không để tâm moi ra những tội cũ để đem ra làm án mới làm gì" .
Vào những năm 1965 có văn bản là phải đảng viên mới được bổ nhiệm trưởng, phó phòng, tới sau 1975 văn bản này mới bị huỷ bỏ chính thức. Đến đầu thập kỷ 1990 những người được tín nhiệm đề cử làm Bộ trưởng vẫn bị gạt đi chỉ vì lý do không phải là đảng viên .
Nhưng nhiều năm trước thời kỳ chưa đổi mới, lý lịch xuất thân được các cơ quan Tổ chức cán bộ xem xét khá kỹ càng, chặt chẽ nhiều người có ông bà, cha mẹ không phải là thành phần "bần cố nông" không được cất nhắc. Việc xét đi học, chuyển công tác, bổ nhiệm chức vụ... tất tật đều phải có lý lịch 3 đời "trong sạch" .
Theo Võ Văn Kiệt thì thời này tư tưởng đại đoàn kết đã bị coi nhẹ, quan điểm giai cấp đã được vận dụng một cách máy móc, một chiều bởi bệnh chủ quan và say sưa vì chiến thắng, bởi những cách nhìn hẹp hòi, biệt phái, nhiều nhà kinh doanh có công với cách mạng đã không được coi là bạn nữa, gây những tổn thất lớn về chính trị và kinh tế. Ông cũng cho rằng hầu hết quân đội, sĩ quan và những viên chức trong chính quyền cũ cũng đều mong mỏi được sống trong hoà bình, hoà hợp, có cơ hội làm lại một cuộc sống yên ổn . Ông cho rằng xã hội phải đối xử công bằng với tất cả lớp người trẻ đi lên với xã hội này, ai ai cũng có nghĩa vụ và quyền lợi như nhau  và "Tư tưởng thành phần chủ nghĩa đã dẫn tới hai kết quả: Làm mất đi nhiều tài năng của một bộ phận đáng kể trong dân tộc, đồng thời đưa một cách gượng ép những nhân tố tuy rất cơ bản về chính trị nhưng lại không đủ chất lượng trong quản lý và xây dựng." 
Hiện nay, sau khi đổi mới tình hình đã được cải tiến nhiều, cách nhìn nhận cũng đổi mới hơn nhưng "bệnh lý lịch" vẫn còn ám ảnh nhất cơ quan Tổ chức chính quyền. Khi xét cơ cấu vào chức vụ lãnh đạo, quản lý trong tổ chức, đơn vị, cơ quan, doanh nghiệp nhà nước vẫn theo quy trình và dựa vào lý lịch.
Theo giáo sư Võ Tòng Xuân, việc nhìn nhận và sử dụng người tài từ hải ngoại trở về gặp khó khăn lớn nhất từ lý lịch và việc thi "môn lý " luôn là khó khăn khó vượt qua của trí thức Việt kiều mặc dù Đảng Cộng sản Việt Nam biết rằng không "nới" về mặt lý lịch thì Đảng sẽ mất rất nhiều nhân tài, theo giáo sư Võ Tòng Xuân thì "việc xét lý lịch của Đảng hiện còn phong kiến hơn cả thời phong kiến".